# آمیزش جنسی مقعدی

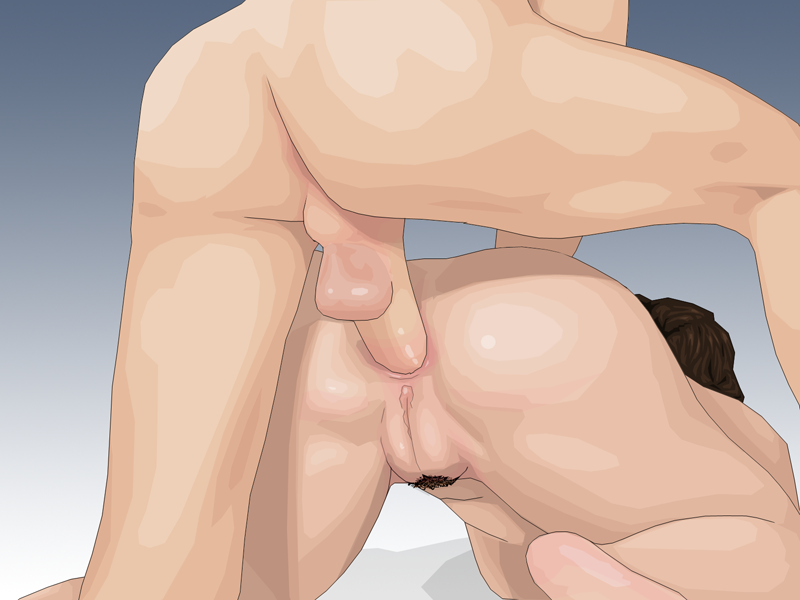
آمیزش جنسی مقعدی

آمیزش جنسی مقعدی یا سکس آنال نام گونه ای از آمیزش جنسی است که در آن برای لذت جنسی، یک آلت مردی برآمده وارد مقعد و راست‌روده دیگری می‌شود. دیگر انواع رابطهٔ جنسی مقعدی با انگشت کردن یا اسباب‌بازی‌های جنسی در ناحیهٔ مقعد صورت می‌گیرد همچنین آمیزش جنسی دهانی که بر روی این ناحیه صورت گیرد (مقعدلیسی و میخ‌زنی) نیز از گونه‌های دیگر رابطهٔ جنسی مقعدی است. البته نام رابطهٔ جنسی مقعدی بیشتر برای اشاره به ورود آلت جنسی مردانه در مقعد است با این حال برای جدا کردن آن از دیگر انواع این رابطه (مانند خودارضایی مقعدی)، برای نوع اول از نام دخول مقعدی استفاده می‌شود.
بسیاری گمان می‌کنند رابطهٔ جنسی مقعدی تنها ویژهٔ در مردان است در حالی‌که پژوهش‌ها نشان داده همهٔ مردان همجنس‌گرا رابطهٔ مقعدی ندارند و البته رابطهٔ مقعدی میان دگرجنس‌گرایان چندان کم نیست. همچنین در میان همجنسگرایان زن هم ممکن است گونه‌هایی از رابطهٔ مقعدی دیده شود.
افراد ممکن است از راه تحریک انتهای عصب محیطی مقعد احساس لذت کنند یا به اوج لذت جنسی برسند. این لذت در مردان از تحریک غیرمستقیم پروستات و در زنان با تحریک کلیتوریس یا دیگر نواحی حساس مانند موضع جی، عصب زهاری یا دیگر نواحی می‌تواند روی می‌دهد. همچنین رابطهٔ مقعدی می‌تواند دردناک یا خیلی دردناک نیز باشد. این درد می‌تواند ناشی از عوامل روانی یا فیزیکی باشد.
رابطهٔ مقعدی یکی از خطرناک‌ترین گونه‌های رابطهٔ جنسی است هم از دید انتقال بیماری‌ها و عفونت‌های آمیزشی و هم از دید پارگی بافت مقعد و راست‌روده؛ چون در این ناحیه مانند مهبل، مواد روان‌کننده ترشح نمی‌شود به ویژه اگر فرد از روان‌کننده‌های مصنوعی استفاده نکرده باشد. میزان خطر این رابطه در صورتی که از کاندوم استفاده نشود بسیار بیشتر خواهد بود. از این رو سازمان جهانی بهداشت برای رابطهٔ مقعدی هم استفاده از کاندوم را ضروری می‌داند تا رابطه امن باشد.
سکس مقعدی میان یک زن و مرد، عبارت است از انجام عمل جنسی (جست‌وخیز) با دخول آلت تناسلی مردانه به مقعد.

## در فرهنگ‌ها

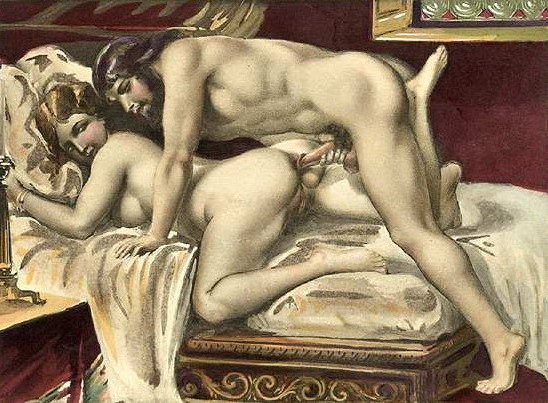
تصویری از آمیزش جنسی مقعدی زن و مرد متعلق به سال ۱۸۹۲، توسط ادوار-آنری آوریل.

### عمومی
در تاریخ زندگی بشر و در فرهنگ‌های گوناگون نظرات متفاوتی نسبت به این گونه رابطهٔ جنسی وجود داشته است؛ برخی فرهنگ‌ها نظر مثبت تری نسبت به دیگری داشتند اما به صورت تاریخی این رفتار جنسی ممنوع و گاهی محکوم بوده است به ویژه هنگامی که صحبت از ادیان به میان می‌آید. این نوع رابطهٔ جنسی نوعی چیرگی یکی (کسی که دخول را انجام می‌دهد) بر دیگری (کسی که دریافت‌کننده است) را نشان می‌داده و اولی به مرد و دومی به زن نسبت داده می‌شود. در برخی فرهنگ‌ها رفتار جنسی مقعدی میان مردان را شایستهٔ بدنامی اجتماعی و تنبیه می‌دانند. در برخی جوامع در صورت شناسایی افرادی که این گونه رابطهٔ جنسی را داشته‌اند مرتکب این عمل باید در انتظار مجازات سنگین مانند سر بریدن، سوختن و … باشد.
در کشورهای اسلامی با توجه به ممنوعیت آن در دین نمی‌توان تحقیقات علمی جامعی در این زمینه به عمل آورد. اما با توجه به جایگاه و بینش افراد نسبت به موضوعاتی مانند پرده بکارت و همچنین عدم پذیرش سکس پیش از ازدواج بین دخترها و پسرهای جوان احتمال آن داده می‌شود که رویکرد به آمیزش مقعدی در هر رابطهْ و ابتدای بلوغ جنسی و گذار به مرحله سن بلوغ و شکل‌گیری هویت جنسی، به عنوان شکلی از پاسخگویی به کنجکاوی‌های جنسی و رشد شکل شخصیت جنسیتی آنان بیشتر مورد توجه این گروه سنی باشد.
به خصوص در بین زنان جوان به دلیل توجه به حفظ پرده بکارت ممکن است که دختران پیش از ازدواج بیشتر به چنین شیوه‌ای روی آورند؛ که این امر در صورت عملکرد نادرست خطر انتقال بیماری‌های آمیزشی از جمله ایدز را مانند مردان همجنسگرا در بین زنان جوان به یک میزان بالا می‌برد.

### دوران باستان و فرهنگ‌های غیر غربی
آثار به جای مانده از سومر باستان چنان نشان می‌دهد که سومری‌ها نسبت به رابطهٔ جنسی خیلی باز برخورد می‌کردند و رابطهٔ مقعدی را به شکل یک تابو نمی‌دیدند. مبلغان مذهبی زن انتو اجازهٔ داشتن بچه نداشتند از این رو گاهی برای ارضای نیاز جنسی خود به رابطهٔ مقعدی روی می‌آوردند و از این رابطه به عنوان ابزاری برای پیشگیری از بارداری استفاده می‌کردند. در جای دیگری اشاره شده که یک طالع بین توصیف می‌کند که «مرد مدام به همسرش می‌گوید: پشتت را به من کن». نوشته‌های دیگری از دوران سومر به جای مانده که به دخول مقعدی دو همجنس اشاره می‌کند. مبلغان مذهبی گالا که در معبد ایزدبانو اینانا کار می‌کردند و مسئولیت اجرای مراسم خاکسپاری و سرودهای غمگین را داشتند به خاطر گرایش جنسی شان شناخته شده بودند. نماد سومری‌ها برای گالا نویسه‌های نمادین از آلت منتسب به مرد و مقعد بود. یک ضرب‌المثل سومری می‌گوید هنگامی که یک گالا باسنش را پاک می‌کند من نباید تحریک شوم چون از آنِ بانوی ما است [اینانا].

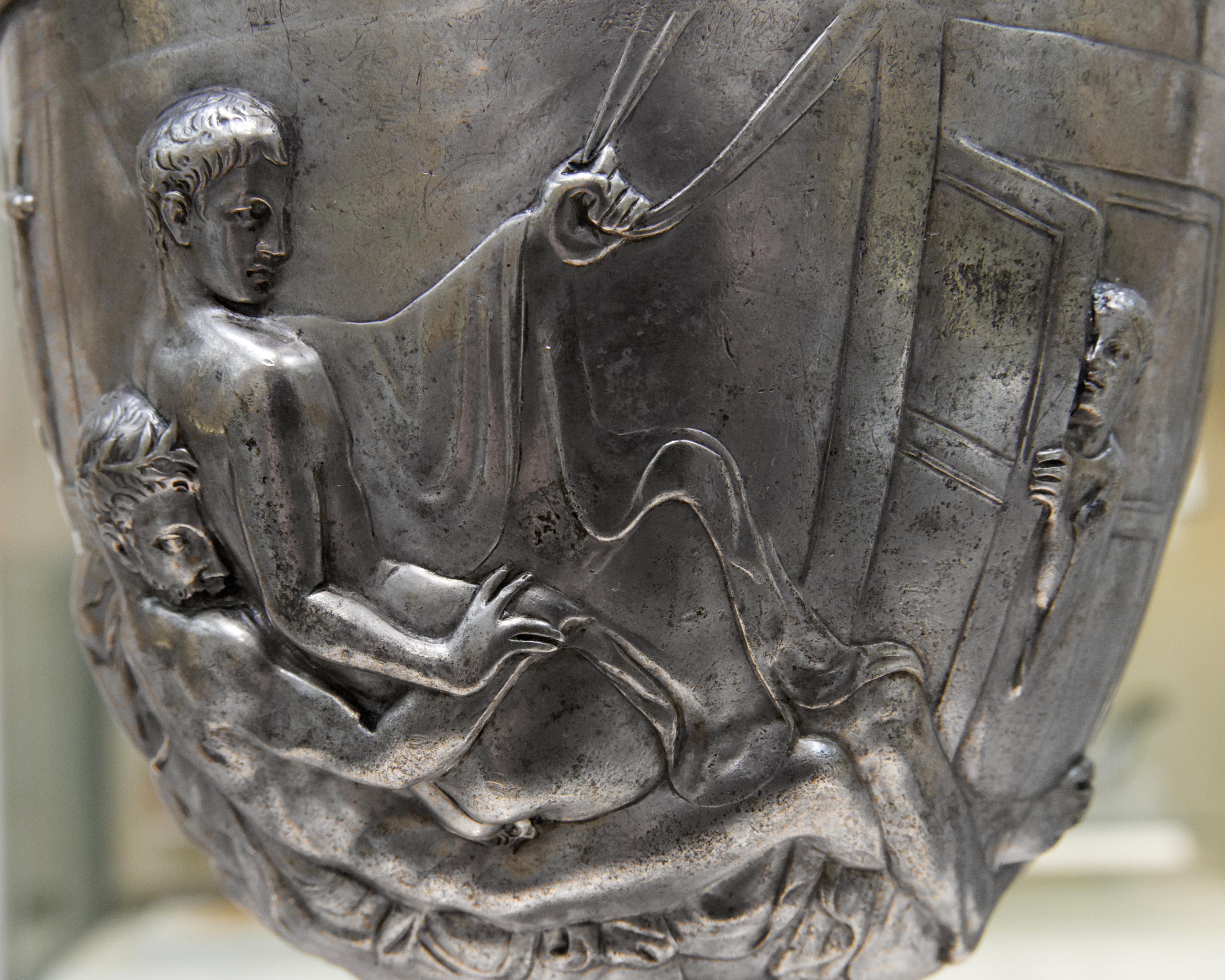
جام وارن، موزه بریتانیا
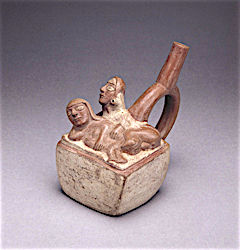
سرامیکی متعلق به فرهنگ موچه
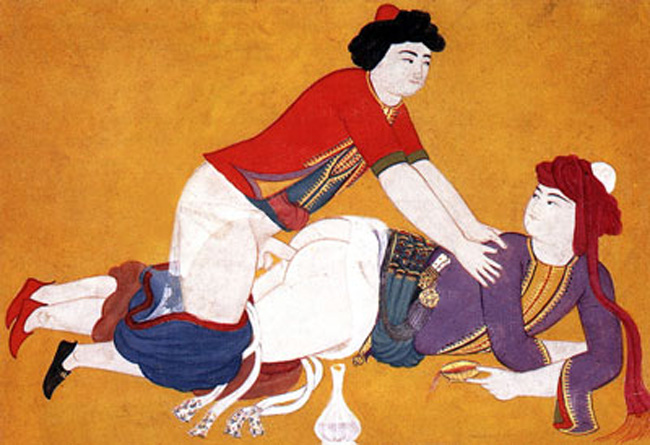
تصویری متعلق به دوران امپراتوری عثمانی

### یونان
عبارت عشق یونانی برای دورهٔ طولانی برای اشاره به دخول مقعدی بود در دوران حاضر نیز عبارت 《یونانی کردن》 همچنان به همان معنی است. در بخش‌هایی از یونان باستان این گونه رابطهٔ جنسی را پذیرفته بودند و اینکه مرد و زن به عنوان معشوق باشند را نوعی تعادل می‌دانستند در این رابطه باید یک شریک جنسی بالغ می‌بود و دیگری سنی میان دوازده تا پانزده سال می‌داشت.
در بخش‌هایی از یونان باستان که این گونه رابطه پذیرفته نبود، افراد از آن طنز می‌ساختند برای نمونه آریستوفان به تمسخر اشاره می‌کرد به این رفتار جنسی و ادعا می‌کرد امروزه «بیشتر شهروندان کون گشاد اند (europroktoi)». عبارت‌هایی مانند kinaidos, europroktoi و katapygon عباراتی بودند که شهروندان برای تمسخر و اشاره به مردانی ساخته بودند که در رابطهٔ مقعدی همیشه گیرنده (مفعول) بودند. باوجود این تمسخرها، بخشی از نظام آموزشی یونان باستان برای پسران جوان اجبار می‌کرد که در رابطهٔ جنسی با دخول کامل با مردان حضور داشته باشند این قانون در آتن و اسپارت وجود داشت. هنرهای تصویری در یونان باستان معمولاً گونه ای رفتارهای جنسی میان مردان و پسران را نشان می‌داد که دست کم شامل دست‌مالی و تفخیذ بود انجام این گونه رفتارها در آن دوران نشانهٔ جرم یا زنانه‌سازی پسران دانسته نمی‌شد.

### اسلام
در قانون جماع با ملک یمین، مطابق این قانون اگر کسی بخواهد با کنیز خود وطی دبر (نزدیکی از عقب) نماید و اشکالی ندارد در حالی که با همسر خود حتی به شرط رضایت به گفته اکثر فقها کراهت دارد. سوره مومنون آیه ۶ و سوره معراج آیه ۳۰، هر دو با جمله‌بندی یکسانی، تمایزی بین همسران و بردگان زن ("ما ملکت ایمانکم") مشخص می‌کنند، و در حالی که دارد روشن می‌سازد آمیزش جنسی با هر دو جایز است، می‌گوید "أَزْوَاجِهِمْ أَوْ مَا مَلَکَتْ أَیْمَانُهُمْ". از نقطه نظر شرع اسلامی، خرید بردگان مؤنث برای سکس مشروع بوده است، و این متداول‌ترین انگیزه برای خرید بردگان در سرتاسر تاریخ اسلامی بوده است.

## آناتومی و تحریک مقعد
لذّت‌بخش بودن رابطهٔ جنسی از طریق مقعد به‌علت وجود میزان زیادی از پایانه‌های عصبی در این بخش است. اما از طرف دیگر به‌دلیل وجود پایانه‌های عصبی بسیار، ممکن است که در صورت کم‌توجهی یا عدم آگاهی هر یک از شرکای جنسی درد زیادی در رابطهٔ مقعدی تجربه شود و خوشی یا لذت رابطه جنسی فروکش کند. نظیر این چنین تجربیات باعث می‌شود که بسیاری از زوجین از این نوع آمیزش چشم‌پوشی کنند.

## کنش‌های جنسی مقعدی
تحریک توسط آمیزش مقعدی می‌تواند تحت تأثیر فیلم‌ها و تصاویر مانند پورنوگرافی و دیگر موارد جنسی نیز، قرار بگیرد. در پورن رابطه جنسی مقعدی معمولاً به عنوان یک روش معمولی، مطلوب، تحریک آمیز، شهوت آور و بدون درد به تصویر کشیده است. این موارد و استفاده مکرر از پورن می‌تواند باعث شود که زوجین این عمل را بدون مراقبت و شرایط لازمه انجام دهند، و باعث ایجاد شک و شبهه در افراد شود و آنان گمان کنند که غیرمعمول است که زنان به جای لذّت بردن از این نوع رابطه دچار ناراحتی یا درد شوند. استفاده از لوبریکانت‌ها در رابطه جنسی مقعدی برای کم شدن درد، توسط بعضی از پزشکان توصیه می‌شود. در مقابل این موارد همچنین، عضلات تنگ‌کننده مقعد در افراد می‌توانند واکنش متفاوتی به دخول نشان دهد، عضلات مقعدی دارای بافتی هستند که بیشتر مستعد ابتلا به پارگی و صدمه است و این می‌تواند باعث آسیب جدی یا دائمی به مقعد شود.

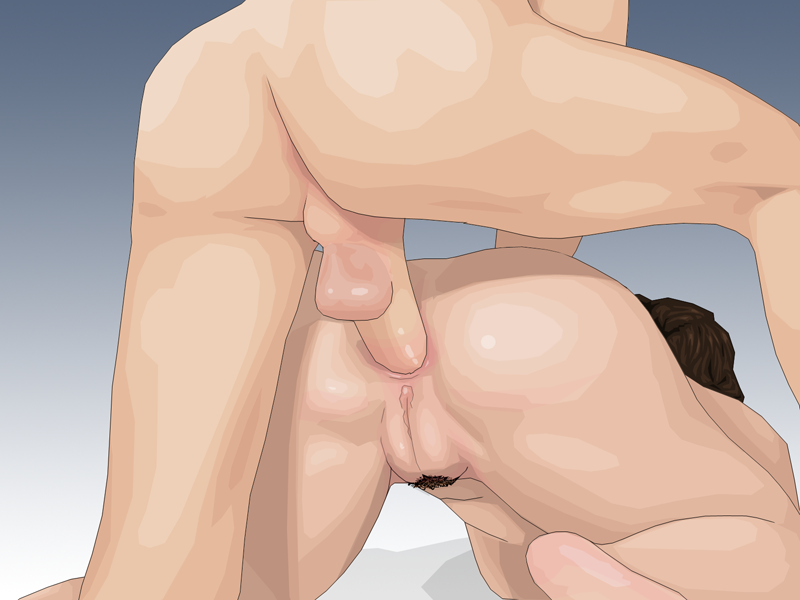
سکس مقعدی یک مرد و زن
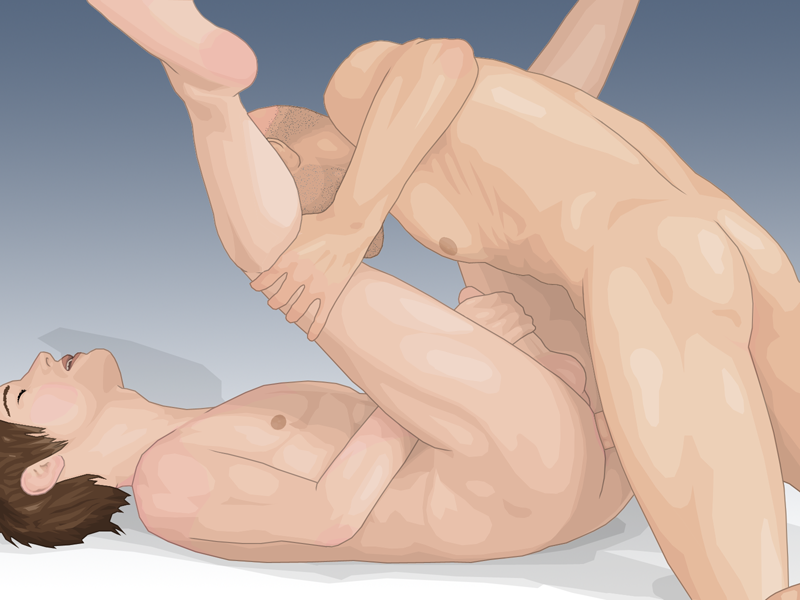
سکس مقعدی میان دو مرد
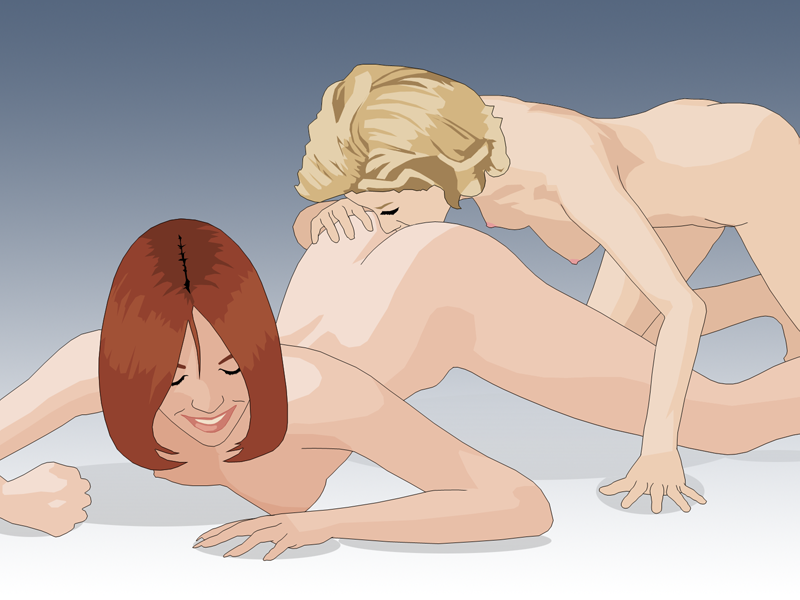
مقعدلیسی میان دو زن
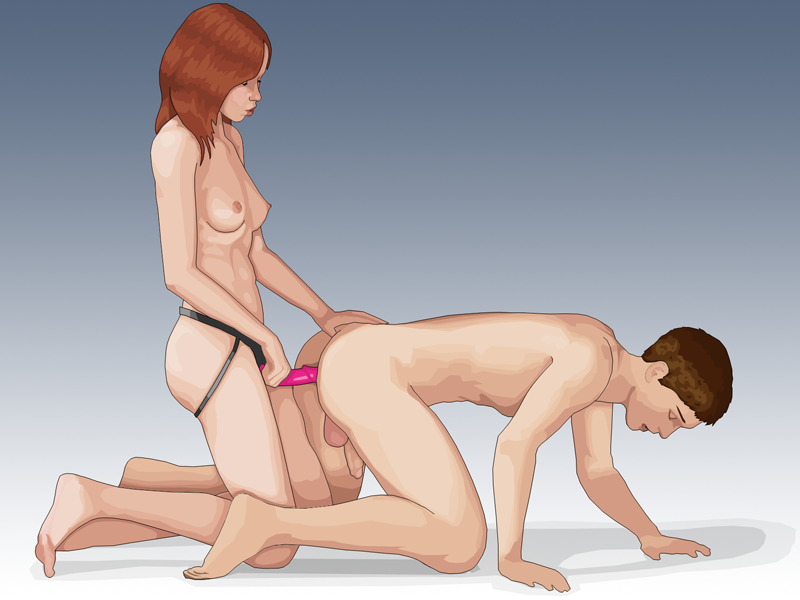
میخ‌زنی با استفاده از آلت مصنوعی

## مخاطرات احتمالی

### خطرات عمومی
رابطهٔ جنسی مقعدی می‌تواند انجام‌دهندگانش را در معرض دو خطر اصلی قرار دهد:
بروز عفونت‌هایی به‌دلیل تعداد بیشتر میکروارگانیسم‌های عفونی که در جاهایی دیگر بدن یافت نمی‌شود.
آسیب فیزیکی به مقعد و راست روده.
دخول محافظت نشده آلت تناسلی به مقعد بیشتر در معرض خطر انتقال بیماری‌های مقاربتی است؛ چرا که بافت ماهیچه مقعد ظریف است و به راحتی دچار پارگی می‌شود که می‌تواند شرایط را برای ورود عوامل بیماری‌زا آماده نماید. تمرکز فراوان گلبول‌های سفید خون اطراف مقعد، همراه با خطر پارگی و عملکرد رودهٔ بزرگ در جذب مایع، باعث احتمال بیشتر بیماری‌های مقاربتی در رابطهٔ جنسی مقعدی است. گرچه استفاده از کاندوم باعث کاهش خطر انتقال بیماری‌های مقاربتی است، با این حال کاندوم ممکن است در طول رابطهٔ جنسی مقعدی پاره شود. در رابطهٔ جنسی مقعدی نسبت به دیگر اعمال جنسی، به‌دلیل اصطکاک ناشی از تنگی عضلات مقعد، پارگی کاندوم بیشتر رخ می‌دهد.
رابطهٔ جنسی مقعدی محافظت نشده با یک شریک دارای ایدز به احتمال زیاد منجر به انتقال ایدز است. عفونت‌های دیگری که می‌توانند با رابطه جنسی مقعدی محافظت نشده منتقل شوند، عبارتند از: ویروس پاپیلوم انسانی (که می‌تواند خطر ابتلا به سرطان مقعد را افزایش دهد)؛ حصبه؛ آمیبیاز؛ کلامیدیا؛ انگل کریپتوسپوریدیوز، عفونت‌های اشریشیا کلی؛ ژیاردیاز؛ سوزاک، هپاتیت آ، هپاتیت ب، هپاتیت سی، تبخال تومور بدخیم کاپوزی (HHV-8)؛ لنفوگرانولوما ونروم (ورم غده‌های لنفاوی)؛ مایکوپلاسما هومینیس؛ مایکو پلاسما ژنیتالیوم؛ شپش ناحیه تناسلی؛ عفونت توسط باکتری سالمونلا؛ شیگلا؛ سیفلیس؛ سل؛ اوره پلاسما.
مانند دیگر گونه‌های روابط در صورت نبود آگاهی کافی دربارهٔ خطرهای احتمالی در این نوع رابطه می‌توان انتظار ایجاد مشکل در افراد را داشت. بسیاری گمان می‌کنند این رابطه، «رابطهٔ جنسی واقعی» محسوب نمی‌شود یا چون در آن باکرگی از بین نمی‌رود یا بارداری پیش نمی‌آید نوجوان‌ها یا دیگر افراد جوان گمان می‌کنند انتقال بیماری‌های آمیزشی در آن رخ نمی‌دهد؛ بسیاری به همین دلایل از کاندوم در این نوع رابطه استفاده نمی‌کنند.
خود رابطهٔ مقعدی باعث بارداری نمی‌شود اما همچنان احتمال بارداری وجود دارد چون در صورت حضور منی در نزدیکی دهانهٔ مهبل (به دلیل دیگر روش‌های نزدیکی مانند سکس لاپایی یا مالش بدن) و احتمالاً حضور مواد روان‌کننده احتمال ورود منی به مهبل از طریق انگشت یا دیگر اعضای بدن وجود دارد و احتمال بارداری همچنان هست.
رابطهٔ مقعدی برای زن خطرناک‌تر است تا مرد؛ برای نمونه احتمال انتقال بیماری‌های آمیزشی مانند ایدز از راه رابطهٔ مقعدی نسبت به رابطه جنسی معمولی از راه مهبل بالاتر است؛ علاوه بر این خطر آسیب زدن و زخم کردن در جریان رابطه مقعدی بیشتر از رابطهٔ جنسی معمولی است چون بافت مهبل مقاومت بالاتری دارد و آسیب‌پذیری کمتری نسبت به کانال مقعد دارد. علاوه بر موارد گفته شده، اگر یک مرد بی درنگ پس از رابطهٔ مقعدی وارد رابطه از راه مهبل شود، بدون تعویض کاندوم یا نظافت خود (نظافت آلت یا انگشت یا اسباب‌بازی‌های جنسی)، می‌تواند باعث عفونت در ناحیه تناسلی زنانه یا حتی عفونت دستگاه ادراری شود؛ این به دلیل باکتری‌های موجود در بافت مقعد است که می‌تواند در نواحی دیگر ایجاد عفونت کند.
داشتن درد در هنگام رابطهٔ مقعدی، برای فرد گیرنده چه زن و چه مرد، بسیار معمول است. در پژوهشی که صورت گرفت ۶۱ درصد از مردان دو جنس گرا گفته‌اند که همیشه در هنگام دریافت رابطهٔ مقعدی احساس درد داشته‌اند. و نزدیک به ۱۲ درصد از مردان همجنسگرا آن را بسیار دردناک می‌دانند. از این پژوهش چنین نتیجه‌گیری شده است که علاوه بر عوامل فیزیکی، فاکتورهای روانی در دردناک کردن این رابطه تأثیر دارد. عوامل ایجاد درد در حین رابطه جنسی مقعدی عبارتند از روانکاری ناکافی، احساس تنش یا اضطراب، عدم تحریک، و همچنین عدم راحتی اجتماعی با همجنس‌گرا بودن و مَهاربندی. تحقیقات نشان داده است که عوامل روان‌شناختی در واقع می‌توانند عامل اصلی تجربه درد در حین مقاربت مقعدی باشند و ارتباط کافی بین شرکای جنسی می‌تواند از آن جلوگیری کند و با این تصور که درد همیشه در طول رابطه مقعدی اجتناب‌ناپذیر است مقابله کند.

### آسیب‌های فیزیکی

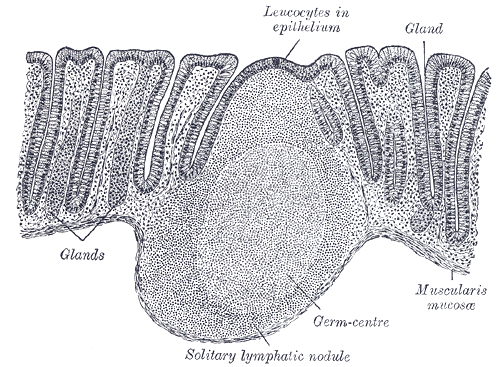
غشاهای مخاطی راست‌روده

رابطهٔ جنسی مقعدی می‌تواند باعث ایجاد بواسیر شود یا در صورتِ وجود، باعث تشدید و در نهایت خونریزی شود. اگر در جریان رابطهٔ مقعدی خونریزی اتفاق بیفتد می‌تواند ناشی از پارگی بافت مقعد یا راست‌روده باشد (مانند شقاق مقعد یا سوراخ شدگی روده بزرگ) در حالت شدیدتر باید بی درنگ نزد پزشک رفت تا درمان شود. راست‌روده، حالت کشسانی ندارد، غشاء مخاطی مقعد بسیار نازک است و رگ‌های خونی آن بسیار کوچک اند و این رگ‌های نازک خونی به صورت مستقیم زیر غشاء مخاطی قرار دارند در صورت دخول در مقعد (ورود آلت مردانه یا هر وسیلهٔ دیگری در مقعد) این رگ‌ها به آسانی پاره می‌شوند اما به دلیل کوچک بودن آن‌ها معمولاً خونریزی صورت گرفته به چشم نمی‌آید. در میان روش‌های دخول مقعدی، مشت کردن از همه خطرناک تر است چون باعث کش آمدن بافت مقعد و راست‌روده می‌شود. خطر آسیب زدن به ماهیچه بندار و در نتیجه بی‌اختیاری مدفوع در دوران پیری، آسیب و ایجاد سوراخ در خم‌روده که می‌تواند منجر به مرگ شود از جمله خطرهای این عمل است.
حرکت رفت و برگشتی و دفعات متعدد دخول در رابطهٔ مقعدی می‌تواند باعث ضعیف شدن ماهیچه‌های بندار و افتادگی راست‌روده در افراد شود و در توانایی آن‌ها در نگه داشتن مدفوع تأثیر بگذارد. افتادگی راست‌روده در مردان کمتر دیده شده است و دلیل آن نامشخص است. تمرین کیگل از جمله ورزش‌هایی است که باعث قدرت گرفتن ماهیچه‌های بندار و دیافراگم لگنی می‌شود و می‌تواند در پیشگیری از بی‌اختیاری مدفوع یا کم کردن آن مؤثر باشد.
در بیشتر موارد، سرطان مقعد با ویروس پاپیلوم انسانی مرتبط است این ویروس با رابطهٔ مقعدی محافظت نشده (بدون کاندوم) وارد بدن می‌شود. سرطان مقعد نسبت به سرطان روده بزرگ کمتر روی می‌دهد. بر پایهٔ داده‌های انجمن سرطان آمریکا، از میان ۷۰۶۰ فرد مبتلا به سرطان مقعد (۴۴۳۰ زن و ۲۶۳۰ مرد) تقریباً ۵۵۰ زن و ۳۳۰ مرد در اثر این بیماری از دنیا رفتند شمار گرفتاران این سرطان هر سال رو به افزایش است. این بیماری در افراد در حدود ۶۰ سال روی می‌دهد و در زن‌ها بیشتر از مردها است. دخول در مقعد در زن و مرد احتمال سرطان را افزایش می‌دهد به ویژه اگر این دخول در سن کمتر از ۳۰ سال انجام شده باشد."

## دیدگاه ادیان
در دین اسلام به سکس مقعدی بین دو مرد لواط و به سکس مقعدی مرد با زن نیز وطی دبر گفته می‌شود. عمل لواط در این دین به شدت منع شده و حرام و از گناهان کبیره است و برای آن مجازات اعدام وجود دارد. اما در مورد جواز سکس مقعدی مرد و زن اختلاف وجود دارد به گونه‌ای که برخی معتقدند این عمل کاملاً حرام است و اگر کسی انجام داد باید توبه کند و برخی معتقدند اگر زن راضی نباشد حرام و در غیر این‌صورت شدیداً مکروه است. اهل سنت این کار را شدیداً حرام می‌دانند و حتی برخی از علمای آنان فتوا داده‌اند که اگر مردی چنین کاری انجام دهد زنش می‌تواند فوراً از او طلاق بگیرد.

## حیوانات
به عنوان شکلی از رفتار جنسی غیر باروری در حیوانات، رابطه جنسی مقعدی در چند نخستی دیگر، هم در اسارت و هم در طبیعت مشاهده شده است.